# Grumman TBF Avenger
Pour les articles homonymes, voir Avenger.
Le Grumman TBF Avenger (désigné aussi TBM pour ceux qui ont été construits par la division Eastern Aircraft de General Motors) est un bombardier-torpilleur américain initialement développé pour la Marine des États-Unis et le Corps des Marines des États-Unis et utilisé par un grand nombre de forces aériennes dans le monde. Il entra en service en 1942 et fut utilisé pour la première fois au cours de la bataille de Midway.
Le TBD Devastator, le principal bombardier-torpilleur de la Marine américaine de 1935 à 1942, était déjà obsolète en 1939. Grumman développa un nouvel avion dont le premier prototype fut appelé XTBF-1.
Tout au long de la guerre du Pacifique, le Grumman Avenger fut un redoutable avion torpilleur.

## Conception
Cet avion fut conçu en 1940, son premier vol eut lieu le 1er août 1941 et la chaîne de montage bâtie pour sa construction fut inaugurée le 7 décembre 1941, le jour même de l'attaque de Pearl Harbor. Jusqu'en juin 1945, 9 839 exemplaires au total furent assemblés dont 222 pour le Royaume-Uni. 7 546 furent produits par General Motors dans sa Eastern Aircraft Division (5 usines).
Comme son prédécesseur le Douglas Devastator, l'Avenger était équipé d'ailes repliables, de manière à gagner de la place dans les porte-avions destinés à l'embarquer. Il y avait trois sièges : pilote, mitrailleur arrière (en tourelle supérieure) et bombardier, qui faisait aussi office de radio et de mitrailleur ventral.
Le TBF avait une large soute à bombes lui permettant d'emporter soit une torpille de 900 kg ou jusqu'à 900 kg de bombes ou 1268 l de carburant (trois réservoirs). Enfin, l'avion était extrêmement solide, et avec un plafond de 6 800 m et un rayon d'action à pleine charge de 1 600 km, c'était le meilleur bombardier-torpilleur américain jamais conçu, supérieur également à son équivalent japonais, le Nakajima B5N « Kate ».
Pendant la bataille de Midway, les groupes de bombardiers-torpilleurs lancés par le Hornet, l'Enterprise, et le Yorktown avaient subi des pertes terribles. Dans un des groupes il n'y avait eu qu'un survivant. Ceci était dû à la faible vitesse du Douglas TBD Devastator (320 km/h en phase de bombardement) et à son faible armement défensif. Ironiquement, les premiers TBF avaient été livrés quelques heures après le départ de la flotte de Pearl Harbor (quoique certains TBF participèrent malgré tout aux combats).

## Variantes
- XTBF-1 2 prototypes.
- TBF-1 identique au prototype
- TBF-1B pour les britanniques 395 exemplaires.
- TBF-1C comme le TBF-1 mais avec des réservoirs largables (ailes) et dans la soute et deux mitrailleuses de 12,7 mm dans le nez au lieu d'une de 7,62 mm.
- TBF-1D avec un radar centimétrique APS-4 (reconstruits).
- TBF-1J Version d'opérations tous temps.
- TBF-1P version de reconnaissance avec caméras.
- TBF-3 Moteur R-2600-20.
- TBM-1 comme le TBF-1 550 exemplaires.
- TBM-1C comme le TBF-1C 2336 exemplaires
- TBM-2 Moteur R-2600-10
- TBM-3 Moteur R-2600-20 4657 construits.
- TBM-3D : Version du TBM-3 équipée d'un radar centimétrique APS-4.
- TBM-3E : Version spécialisée dans la recherche des sous-marins. Elle reçut un radar RT-5/APS-4.
- TBM-3H : Appareil d'attaque anti-navires équipé d'un radar de recherche maritime.
- TBM-3J : Version d'opérations tous temps.
- TBM-3L : Variante avec un projecteur dans la soute, pour l'éclairage des sous-marins ennemis repérés de nuit au radar.
- TBM-3P : Version de reconnaissance, équipée de caméras spéciales.
- TBM-3R : Version de transport pour 7 passagers, sans armes et une porte à droite (reconstruits).
- TBM-3M : version principale d'après-guerre pour recherche des sous-marins. Par la suite appelés TBM-3S2 (attaque des sous-marins) et TBM-3E2 (recherche des sous-marins).
- TBM-3W : version principale d'après-guerre pour la surveillance radar du ciel avec un APS-20 et deux officiers radars.

- Avenger Mk I appellation britannique pour le TBF-1B
- Avenger Mk II appellation britannique pour le TBM-1 (334 exemplaires).
- Avenger Mk III appellation britannique pour le TBM-3 (222 exemplaires)
- Avenger AS Mk 4 appellation britannique pour les TBM-3S (100 exemplaires)

## Opérateurs

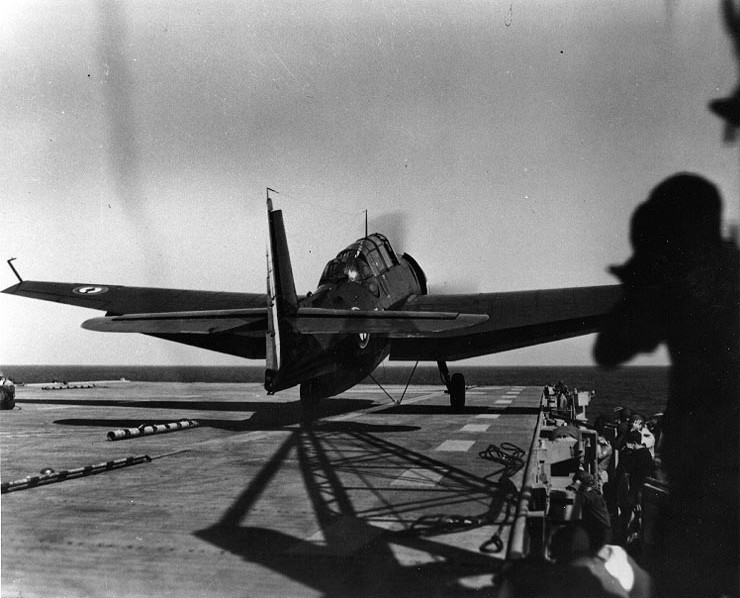
Un TBM-3E de la marine française se préparant à son catapultage depuis le La Fayette.

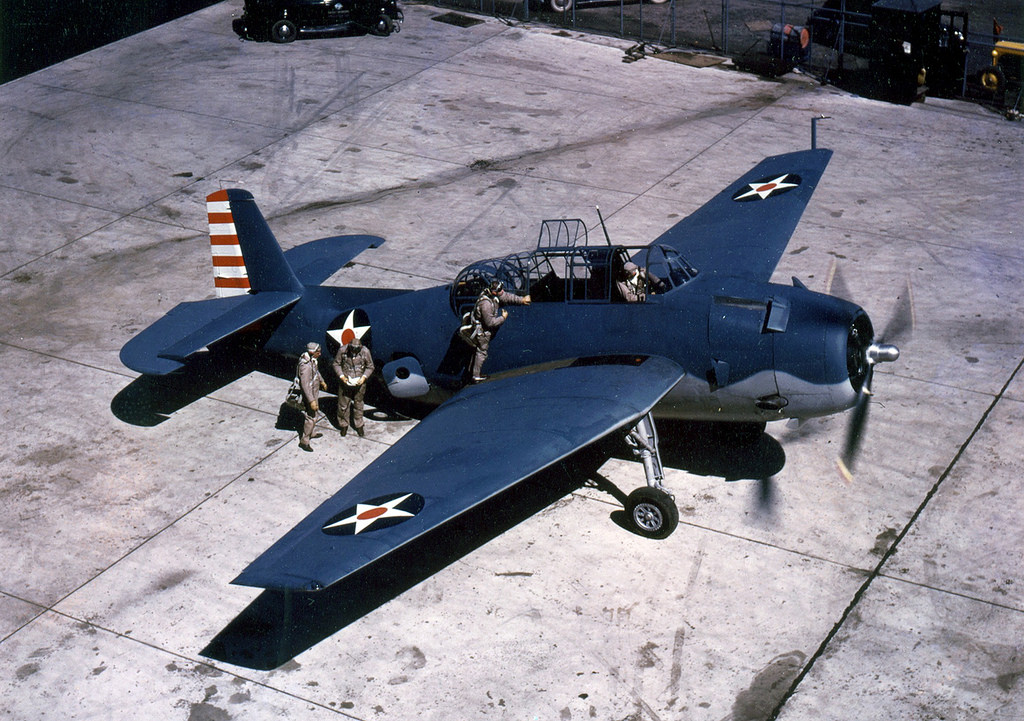
TBF-1 Avenger début 1942. Noter les anciennes cocardes U.S. avec le rond rouge en son centre et les bandes blanches et rouges sur le gouvernail, les deux furent supprimés apres la bataille de la mer de corail pour éviter toutes confusion avec les cocardes japonaises.

Brésil
 Canada
 France
 Pays-Bas
- - Aéronautique navale néerlandaise

 Nouvelle-Zélande
 Royaume-Uni
 États-Unis
 Uruguay

## Histoire et combats

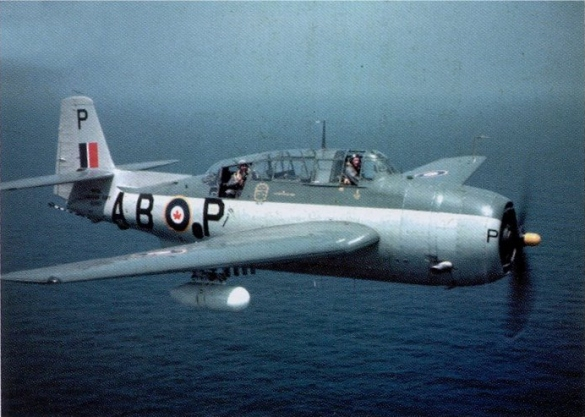
Un Avenger AS Mk.3M de l'escadron VS 881 de la Marine Royale Canadienne du HMCS Magnificent.

Le 7 décembre 1941, soit le jour de l'attaque japonaise sur Pearl Harbor, Grumman inaugura l'usine qui allait construire le TBF. En juin 1942, une première livraison de 100 appareils fut faite à la Navy.
Au moment de la bataille de Midway, et bien que les avions soient arrivés trop tard pour embarquer sur les porte-avions partis pour la bataille de Midway, six Avenger se trouvaient sur les îles Midway avec une partie de l'escadron de torpilleurs qui avaient embarqué sur le Yorktown avec des Devastators. Malheureusement, les pilotes avaient peu d'expérience avec les nouveaux appareils, et un seul TBF revint de la bataille.
Le 24 août 1942, la bataille de porte-avions suivante eut lieu lors de la bataille des Salomon orientales. En s'appuyant sur les porte-avions Saratoga et Enterprise, les 24 TBF présents furent capables de couler le porte-avions léger japonais Ryūjō et d'éliminer un bombardier en piqué, au prix de sept avions.
Un autre fait majeur eut lieu lors de la bataille navale de Guadalcanal en novembre 1942, lorsque les Avengers des US Marines d'Henderson Field, et du porte-avions Enterprise aidèrent à détruire le premier navire de ligne de la marine impériale à être coulé, le Croiseur de bataille japonais Hiei, qui avait déjà été stoppé la nuit précédente par la flotte américaine.

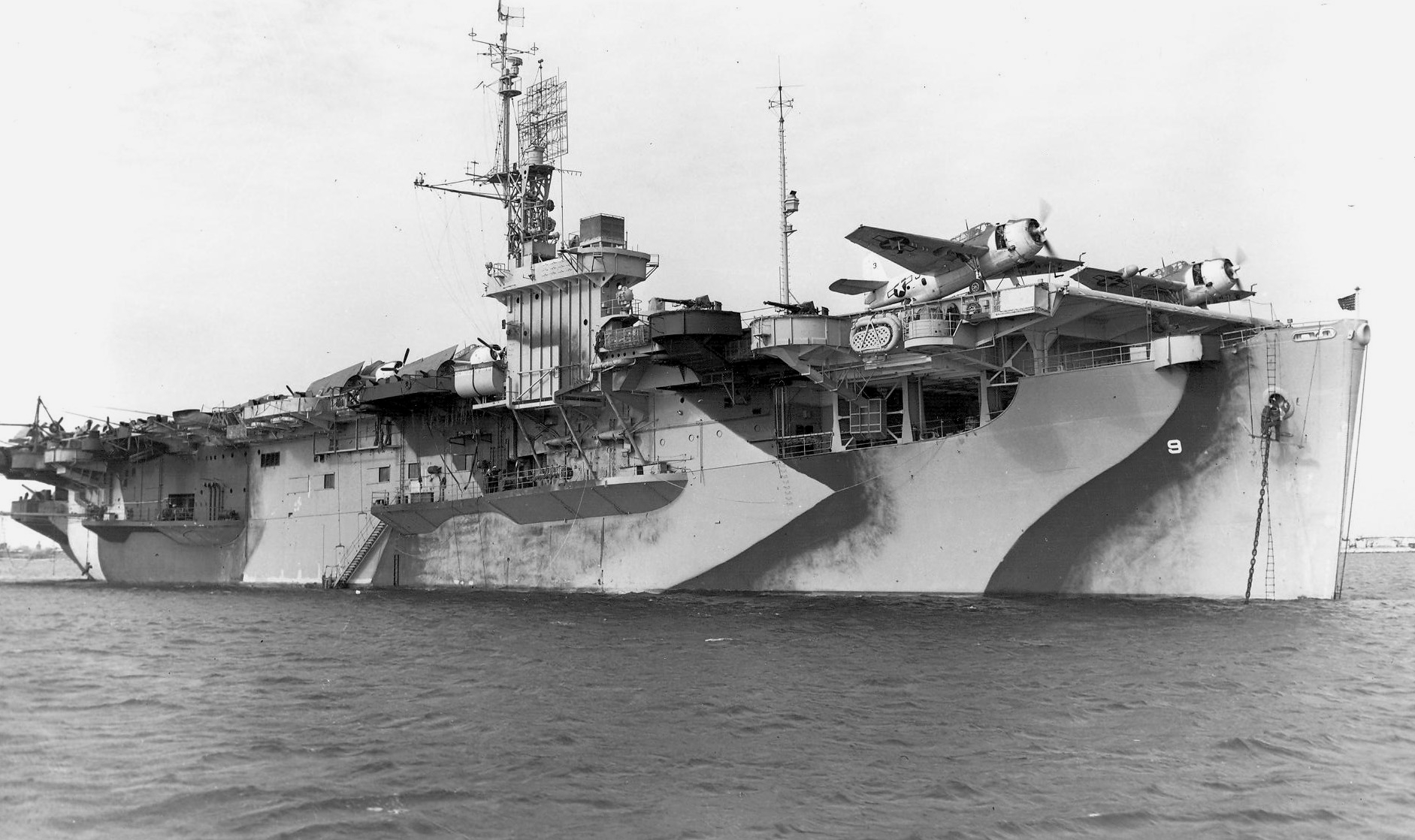
USS Bogue (CVE-9) avec des TBF en février 1945

Outre son rôle traditionnel de torpillage de navires de surface, les Avengers ont détruit pendant la guerre environ 30 sous-marins, dont le sous-marin cargo japonais I-52. Ils ont été l'un des chasseurs de sous-marins les plus efficaces dans le théâtre du Pacifique, ainsi que dans l'Atlantique, lorsque des porte-avions d'escorte furent enfin disponibles pour escorter les convois alliés. Là, les Avengers ont contribué à repousser les sous-marins allemands tout en fournissant une couverture aérienne aux convois.
Après la Bataille de la mer des Philippines, au cours de laquelle plus de 250 avions japonais furent abattus du 19 au 20 juin 1944, l'amiral Marc Mitscher ordonna une mission de 220 avions pour retrouver la force opérationnelle japonaise. Combattant à 300 milles marins (560 km) de la flotte, à l'extrême limite de leur portée, un groupe de Hellcats, TBF/TBM et bombardiers en piqué subit de nombreuses pertes. Cependant, les Avengers du porte-avions USS Belleau Wood coulèrent le porte-avions léger Hiyō.

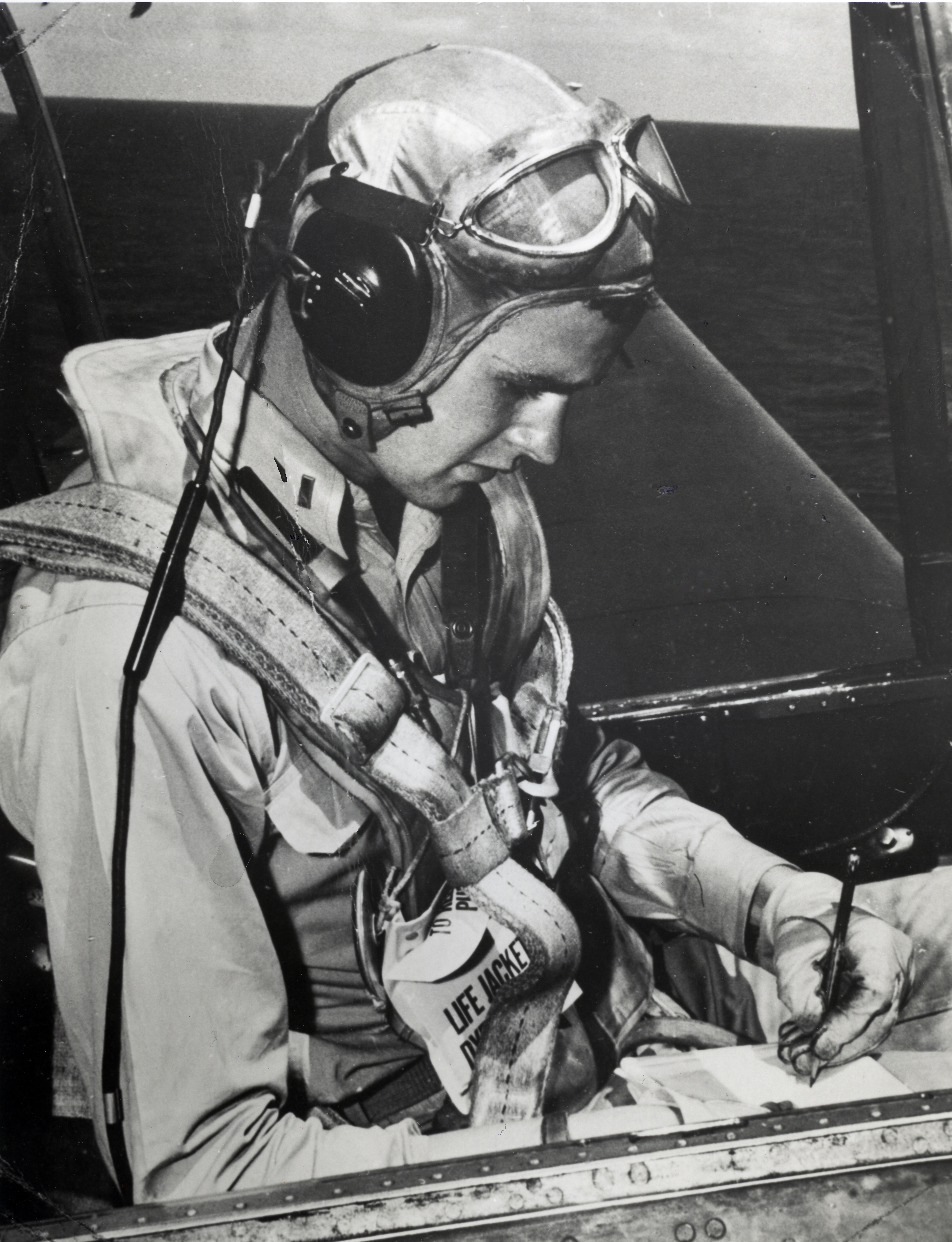
George Bush, pilote de TBF durant la guerre du Pacifique.

En juin 1943, peu avant son 19e anniversaire, le futur président George H. W. Bush fut nommé aviateur naval. Plus tard, alors qu'il pilotait un TBM avec le VT-51 de l'USS San Jacinto, son Avenger fut abattu le 2 septembre 1944 au-dessus de l'île de Chichi Jima dans le Pacifique. Cependant, il avait largué sa charge utile et touché sa cible, une tour radio, avant d'être contraint de sauter en parachute au-dessus de l'eau. Ses deux coéquipiers moururent. Il fut secouru en mer par le sous-marin américain USS Finback. Il reçut plus tard la Distinguished Flying Cross, l'Asiatic-Pacific Campaign Medal et la World War II Victory Medal.
Ce sont des TBF Avenger qui torpillèrent les supers cuirassés japonais Musashi, le 24 octobre 1944 et Yamato, le 7 avril 1945, la marine américaine ayant une supériorité aérienne complète dans les deux engagements.

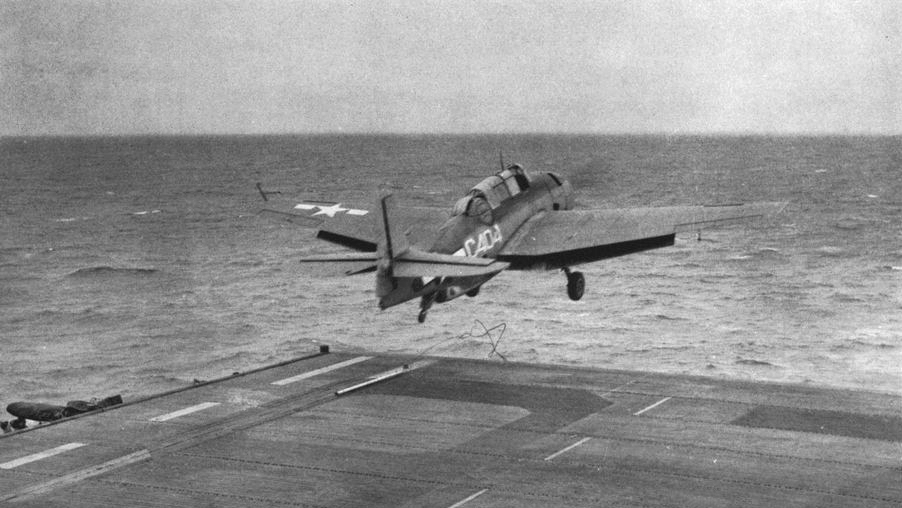
TBF Avenger lancé de l'USS Hollandia (CVE-97) en 1944

Paul Newman, un autre aviateur célèbre d'Avenger, était mitrailleur/radio dans la coupole arrière. Il espérait être accepté pour une formation de pilote, mais n'a pas été retenu car il était daltonien. Le 6 août 1945, Newman était à bord du porte-avions d'escorte USS Hollandia (en) à environ 800 km du Japon lorsque l'Enola Gay a largué la première bombe atomique sur Hiroshima.
Après la fin de la guerre, le 5 décembre 1945, 5 appareils décollent de Fort Lauderdale pour un vol d'entraînement au bombardement d'environ deux heures. Les cinq appareils, totalisant 14 hommes d'équipage disparaissent en mer sans laisser aucune trace. Certains avancent qu'ils auraient disparu dans le triangle des Bermudes, mais les enquêtes laissent à penser que les pilotes auraient été désorientés et se seraient abimés en mer après que leurs appareils soient tombés à court de carburant.
Plusieurs opérateurs l’ont mis en ligne jusqu'au début des années 1960.